# XX Aniversario en Vivo (álbum)
XX 20 Aniversario, o también conocido como XX Aniversario En Vivo, es un álbum en vivo de la agrupación Intocable. Fue lanzado el 27 de enero del 2015, siendo grabado en Laredo en el año 2014.

## Lista de canciones
| XX 20 Aniversario |                                |          |  |
| N.º               | Título                         | Duración |  |
| 1.                | «Vete Ya»                      | 2:54     |  |
| 2.                | «Parece Que No»                | 3:07     |  |
| 3.                | «Coqueta»                      | 4:53     |  |
| 4.                | «Y Todo Para Qué?»             | 3:15     |  |
| 5.                | «Llévame Contigo»              | 3:14     |  |
| 6.                | «Eres Mi Droga»                | 2:56     |  |
| 7.                | «Donde Estás?»                 | 4:08     |  |
| 8.                | «Amor Maldito»                 | 3:32     |  |
| 9.                | «Fuerte No Soy»                | 4:54     |  |
| 10.               | «Estás Que Te Pelas»           | 3:36     |  |
| 11.               | «Enseñame A Olvidarte»         | 3:32     |  |
| 12.               | «Sueña»                        | 4:18     |  |
| 13.               | «Eso Duele»                    | 3:17     |  |
| 14.               | «Aire»                         | 3:46     |  |
| 15.               | «Alguien Te Va A Hacer Llorar» | 4:01     |  |
| 16.               | «Por Ella»                     | 4:06     |  |
| 17.               | «Tu Adiós No Mata»             | 3:18     |  |
| 18.               | «Robarte Un Beso»              | 3:19     |  |
| 19.               | «Nos Faltó Hablar»             | 4:24     |  |
| 20.               | «Culpable Fui (Culpable Soy)»  | 3:51     |  |
| 21.               | «Cajita De Cartón»             | 3:03     |  |
| 1:17:33           |                                |          |  |

## DVD
- Parece Que No
- Coqueta
- Y Todo Para Qué
- Eres Mi Droga
- Fuerte No Soy
- Sueña
- Aire
- Robarte Un Beso
- Nos Faltó Hablar
- Culpable Fui (Culpable Soy) (2014)
- Cajita De Cartón

### Sencillos
| Año  | Canción          | Álbum                     |
| ---- | ---------------- | ------------------------- |
| 2014 | Coqueta          | XX 20 Aniversario en Vivo |
| 2014 | Y Todo Para Qué  | XX 20 Aniversario en Vivo |
| 2014 | Sueña            | XX 20 Aniversario en Vivo |
| 2014 | Robarte Un Beso  | XX 20 Aniversario en Vivo |
| 2015 | Aire             |                           |
| 2015 | Nos Faltó Hablar |                           |

## Personal
- Ricardo Muñoz – (Lead Vocalist, Accordion) (1993–Present)
- René Orlando Martinez– (Drums, Chorus) (1993–Present)
- Sergio Serna – (Percussion)(1993–Present)
- Johnny Lee Rosas – (Bajo Sexto, Backup Vocalist)(1994-1997) (2003–2016)(2017-Present)
- José Juan Hernández – (Group Motivator, Rhythms)(1999–Present)
- Alejandro Gulmar - (Bajo Sexto)(2013–Present)
- Felix Salinas - (Bass)(1995)(1999-2015) (2016-Present)
- Albert Ramírez - (Bass)(1995-1997) (2015)
- Daniel "Danny" Sanchez – (Bajo Sexto, Second Voice)(1997-2007)(2009-2011)(2016-2017)
- José Ángel Farías – (Group Motivator, Rhythms) (Deceased) (1995-1999)
- Richard Garcia - (Drums, Backup Vocalist) (2009 - 2016)
- Silvestre Rodríguez – (Bass) (Deceased) (1997-1999)
- José Ángel González – (Road Manager) (Deceased)
- Juan J. González Jr. – (Bajo Sexto, Guitar) 1993
- Ismael Arreola Jr. – (Group Motivator, Rhythms) 1993
- Juan J. Serna – (Bass) 1993–1995
- Adalberto Mejía – (Bass)
- Jose "Pepe" Perez – (Bass)
- Jason Rodríguez - (Bass)